# Reynald Secher
Reynald Secher (Nantes, 27 ottobre 1955) è uno storico e scrittore francese.
È anche direttore della casa editrice "Reynald Secher Éditions", docente di Relazioni internazionali e presidente dell'associazione "Mémoire du Futur de l'Europe".

## Biografia

### Formazione
Nel 1978 si laurea in storia, geografia e storia dell'arte; l'anno successivo si laurea in scienze dell'amministrazione economica e sociale e gestione delle imprese. Nel 1980 ottiene un "DEA" (diploma di studi approfonditi) in scienze storiche e politiche all'università Paris IV: Paris-Sorbonne e nel 1982, una DEA in diritto. Infine nel 1983 ottiene un dottorato di 3° ciclo in scienze storiche e politiche e nel 1985 un "diploma di stato" in lettere e scienze umanistiche.

## Carriera
Dal 1980 gli verranno affidate diverse cattedre sia nelle università che nei licei: insegna per un anno lingua inglese e per cinque anni storia e geografia (1980-1985).
Nel 1985, per il dottorato di 3° ciclo sostiene all'università Sorbona di Parigi una tesi dal titolo "Contribution à l'étude du génocide franco-français: la Vendée-Vengé", che l'anno successivo verrà pubblicata con il titolo: "Le génocide franco-français: la Vendée-Vengé". Questa tesi fece molto discutere perché per la prima volta uno storico ha affermato d'aver mostrato scientificamente che in seguito alla Prima Guerra di Vandea, dal 1793 al 1794, si compì un genocidio ad opera delle truppe regolari della repubblica francese a danno della popolazione della Vandea Militare. Per questa tesi ricevette molte critiche, perché sfatava il mito della Rivoluzione francese e di conseguenza rinnegava parte della storia di Francia, per questo motivo Secher venne espulso dall'università e gli fu impedito l'insegnamento pubblico.
Tuttavia continuò ad occuparsi delle Guerre di Vandea, nel 1991 pubblicò un altro libro che riaprì le polemiche "Juifs et vendéens, d'un génocide à l'autre", nel quale paragona il genocidio vandeano con l'olocausto evidenziando le caratteristiche comuni e le differenze, e nel quale sostiene che il governo francese dell'epoca ha fatto in modo di manipolare quegli eventi in modo da fornire delle giustificazioni su quanto avvenne e per questo motivo, ed a prova di ciò, per duecento anni non si è mai parlato di genocidio, con l'unica eccezione di Gracchus Babeuf, comunista ante litteram e rivoluzionario ma che nel 1794 parlò di "populicidio" nel suo "Du système de dépopulation ou La vie et les crimes de Carrier". A proposito del libro di Babeuf, introvabile in Francia, Secher dichiarò:

## Opere

### Saggi e romanzi
- La Chapelle-Basse-Mer, village vendéen: révolution et contre-révolution, Perrin, 1986
- La Vendée-Vengé: le génocide franco-français, Presses universitaires de France, 1986
- Les Vire-couettes, roman historique, édition Presses de la Cité, 1989
- Juifs et vendéens, d'un génocide à l'autre, Orban, 1991
- Histoire de Résistance en Bretagne, Presse de la Cité, 1994
- Jean Pierre Le Roch, de l'exil aux mousquetaires, Reynald Secher Éditions, 1996
- Legris, Histoire d'une saga industrielle, Reynald Secher Éditions, 1997
- Un prince méconnu: le dauphin Louis-Joseph, fils aîné de Louis XVI (in collaborazione con Yves Murat), 1999, Prix Hugues Capet

### Fumetti
- Vendée, 1789-1801, scritto da Reynald Secher, disegnato da René Le Honzec, Fleurus, gennaio 1989, Reynald Secher Éditions
- Chouannerie, 1789-1815, scritto da Reynald Secher, disegnato da René Le Honzec, Fleurus, dicembre 1989
- Histoire de Bretagne, scritto da Reynald Secher, disegnato da René Le Honzec, Reynald Secher Éditions, 10 tomi pubblicati tra il 1991 e il 2002
  - De la terre des pierres à la terre des Bretons, tomo 1, novembre 1991
  - Du royaume au duché, tomo 2, novembre 1992
  - Du Duché à l'union, tomo 3, novembre 1993
  - De l'âge d'or aux révoltes, tomo 4, novembre 1994
  - De la Bretagne aux départements, tomo 5, novembre 1995
  - De la Monarchie à la République, tomo 6, novembre 1996
  - D'une République à l'autre, tomo 7, novembre 1997
  - De la région à l'Europe, tomo 8, dicembre 1998
  - Un présent pour un futur, novembre 2000
  - L'histoire de l'histoire, dicembre 2002
- Histoire de la France, scritto da Reynald Secher, disegnato da René Le Honzec, Reynald Secher Éditions (24 volumi la cui serie venne poi interrotta per un conflitto tra gli autori)
  - Les origines, tomo 1, novembre 1998
  - 60 av. J.-C.-212, tomo 2, aprile 2001
  - 212-511, tomo 3, novembre 2002
- Charlemagne. Du Royaume Franc à l'Empire Carolingien, scritto da Reynald Secher, disegnato da Ray Saint-Yves, Reynald Secher Éditions, giugno 2002
- Napoléon III, Empereur des Français, scritto da Reynald Secher, disegnato da Charlie Kiefer, colorato da Nicole Gallant, Reynald Secher Éditions, novembre 2003
- Louis XIV, le roi soleil. De la Fronde à la monarchie absolue, scritto da Reynald Secher, disegnato da Ray Saint-Yves, colorato da Jacky Robert, Reynald Secher Éditions, novembre 2005

### Documentari
- Les Guerres de Vendée, 1h30, Vidéo-Visite, 1990
- Bretagne et Bretons, tomo 1: De l'origine à 1532, tomo 2: 1532 à l'Empire, tomo 3: De l'Empire à nos jours.